# Tomás Cingolani
Tomás Cingolani (Nueve de Julio, Provincia de Buenos Aires, 1 de diciembre de 1993) es un piloto argentino de automovilismo. De incipiente trayectoria, es reconocido en el ambiente deportivo por ser el hijo mayor del expiloto Daniel Cingolani, campeón de TC 2000 y competidor de Turismo Carretera y Top Race.
Inició su carrera deportiva en el ambiente de los karts, compitiendo desde los 12 años y pasando por distintas categorías hasta 2010. En 2011 debutó profesionalmente en la Fórmula Renault Pampeana, pasándose luego en 2012 a competir en la Fórmula Metropolitana. Siempre apoyado deportivamente por su padre, en el año 2013 llegaría su debut en el «joven» TC 2000, categoría en la que continúa desarrollando su carrera deportiva compitiendo bajo la estructura fundada por su padre.

## Biografía
En 2006, su padre lo lleva a debutar en los circuitos de tierra de la Asociación Bonaerense de Karting (hoy Federación Bonaerense de Karting), estrenándose en la categoría 125cc de transmisión directa. En su paso por esta categoría, también incursionaría en la divisional de 125cc con caja de cambios, compitiendo en la especialidad hasta 2009. Luego de estas experiencias, en 2010 desarrollaría su último año en el ambiente del karting, al estrenarse en la categoría 180cc libres, de la federación del Automóvil Club Olavarriense. Sus actuaciones fueron objetos de atención para un posible ascenso y debut en categorías de monoplazas, por lo que comenzaría a prepararse su debut a nivel profesional.
En 2011 llegaría su debut como piloto profesional, al inscribirse en la Fórmula Renault Pampeana, categoría en la que debutara al comando de una unidad preparada por la Scudería Ramini. En esta categoría alcanzaría a disputar 7 de las 8 jornadas dobles, cosechando un total de 60 unidades que lo colocarían en la 11.ª posición del campeonato. Luego de esta incursión, en 2012 llegaría su debut en la Fórmula Metropolitana, donde por primera vez se presentaría a competir bajo la estructura de su padre Daniel, el Cingolani Motorsport. Al comando de un chasis Crespi preparado por el equipo familiar, Tomás disputaría 12 competencias de la Metropolitana, cerrando el año en el Top Ten luego de cosechar 48 unidades.
Tras su paso por los monoplazas, en 2013 tendría su debut en una categoría de turismos, al estrenarse en el TC 2000, categoría que lo viera a su padre coronarse en 2000. Sin embargo, más allá de concretar su debut en esta divisional, la temporada le tendría preparada una mala pasada, ya que al comando de un Honda New Civic nuevamente preparado por su propia estructura, alcanzaría a disputar 7 finales, pero cuando se aprestaba a participar en su octava competencia, la cual fue corrida en el Autódromo Municipal Juan Manuel Fangio de la Ciudad de Rosario, protagonizaría un violento accidente durante los ensayos del 23 de agosto de 2013. Como resultado del siniestro, el vehículo quedó severamente dañado y el piloto terminaría con fractura de tibia y peroné izquierdos, lo que le valió una intervención quirúrgica y el final anticipado de su temporada deportiva.
Tras haber sorteado exitosamente su operación y su etapa de rehabilitación, Cingolani volvería a las pistas en la temporada 2014, nuevamente al comando de un Honda New Civic pero en esta oportunidad, arrancando el año bajo el ala del equipo Ram Racing, propiedad de Víctor Rosso y Leonardo Monti. Con el equipo RAM, Tomás disputaría las 4 primeras competencias del año, separándose finalmente de esta estructura para volver a competir en el equipo de su padre, con el que cerró al año siempre al comando de su unidad Honda. Sobre finales de año, el equipo pasaría a adquirir asesoramiento por parte de la escuadra Pro Racing
Finalmente, en 2015 volvería a apostar al TC 2000, presentando varios cambios en cuanto a su equipo, el cual pasó a denominarse 9-7 Racing, en alusión a la fecha 9 de julio que da nombre a su ciudad natal, a la vez de cambiar por primera vez de unidad, pasando a competir al comando de un Fiat Linea y continuando con el asesoramiento del equipo Pro Racing. Dicha adquisición se vería favorecida gracias a una gestión realizada por su padre Daniel, quien a su vez fuera nombrado como director deportivo de Pro Racing, en el campeonato de Súper TC 2000.

## Resumen de carrera
| Temporada | Categoría                | Equipo                    | Carreras     | Victorias    | Poles        | VR           | Podios       | Puntos       | Pos.         |
| --------- | ------------------------ | ------------------------- | ------------ | ------------ | ------------ | ------------ | ------------ | ------------ | ------------ |
| 2011      | Fórmula Renault Pampeana | Scuderia Ramini           | 14           | 0            | s/d          | s/d          | 1            | 60           | 11.º         |
| 2011      | Fórmula Metropolitana    | Scuderia Ramini           | 0            | 0            | 0            | 0            | 0            | -            | NC           |
| 2012      | Fórmula Metropolitana    | Cingolani Competición     | 12           | 0            | 2            | 1            | 0            | 48           | 10.º         |
| 2013      | TC 2000                  | Cingolani Motorsport      | 7            | 0            | 0            | 0            | 0            | 26           | 19.º         |
| 2014      | TC 2000                  | RAM Racing 97 Racing      | 11           | 0            | 0            | 0            | 0            | 35           | 20.º         |
| 2015      | TC 2000                  | 97 Racing                 | 20           | 1            | 0            | 0            | 1            | 36           | 23.º         |
| 2016      | TC 2000                  | 97 Racing                 | 23           | 0            | 0            | 0            | 3            | 78           | 17.º         |
| 2017      | TC 2000                  | 97 Racing                 | 16           | 2            | 1            | 1            | 3            | 160          | 10.º         |
| 2018      | TC 2000                  | 97 Racing Fineschi Racing | 16           | 0            | 0            | 0            | 0            | 42           | 27.º         |
| 2019      | TC 2000                  | Fineschi Racing           | 23           | 1            | 0            | 0            | 4            | 109          | 13.º         |
| 2020      | TC 2000                  | Ambrogio Racing           | 22           | 4            | 3            | 2            | 8            | 280 (299)    | 2.º          |
| 2021      | Súper TC 2000            | Renault Castrol Team      | Disputándose | Disputándose | Disputándose | Disputándose | Disputándose | Disputándose | Disputándose |
| Fuente:   |                          |                           |              |              |              |              |              |              |              |

## Resultados

### TC 2000
| Año  | Equipo               | Auto             | 1    | 2    | 3     | 4     | 5     | 6     | 7     | 8     | 9      | 10     | 11     | 12     | 13    | 14     | 15     | 16     | 17    | 18    | 19   | 20     | 21    | 22     | 23     | Res. | Puntos    |
| ---- | -------------------- | ---------------- | ---- | ---- | ----- | ----- | ----- | ----- | ----- | ----- | ------ | ------ | ------ | ------ | ----- | ------ | ------ | ------ | ----- | ----- | ---- | ------ | ----- | ------ | ------ | ---- | --------- |
| 2013 |                      |                  | RC   | BA I | RAF   | AG    | LP    | CON   | OLA   | ROS   | SJO    | JUN    | BA II  | PDF    |       |        |        |        |       |       |      |        |       |        |        | 19°  | 26        |
| 2013 | Cingolani Motorsport | Honda Civic VIII | Ret  | 10   | 15    | 8     | 11    | 10    | Ret   | WD    |        |        |        |        |       |        |        |        |       |       |      |        |       |        |        | 19°  | 26        |
| 2014 |                      |                  | AG I | LP   | JUN   | MER   | BA I  | PAR I | RC    | CON   | BA II  | PAR II | AG II  | GR     |       |        |        |        |       |       |      |        |       |        |        | 20°  | 35        |
| 2014 | RAM Racing           | Honda Civic VIII | 12   | 7    | Ret   | 10    |       |       |       |       |        |        |        |        |       |        |        |        |       |       |      |        |       |        |        | 20°  | 35        |
| 2014 | 97 Racing            | Honda Civic VIII |      |      |       |       | 13    | Ret   | 19    | 13    | 20     | 16†    | 11     | NL     |       |        |        |        |       |       |      |        |       |        |        | 20°  | 35        |
| 2015 |                      |                  | AG   | AG   | CON   | CON   | BA    | BA    | MER   | JUN   | JUN    | LP I   | LP I   | NDJ    | RAF   | RAF    | LP II  | LP II  | SL    | SL    | RC   | RC     | CDU   | CDU    |        | 23°  | 36        |
| 2015 | 97 Racing            | Fiat Linea       | 13   | Ret  |       |       | Ret   | Ret   | Ret   | 15†   | 13     | 14     | 19     | 15†    | 1     | 10     | 24     | 26†    | 21    | 17    | 10   | 9      | 6     | Ret    |        | 23°  | 36        |
| 2016 |                      |                  | SMM  | SMM  | CON I | CON I | BA I  | BA I  | SJO   | SJO   | LP     | LP     | CDU    | CDU    | BA II | BA II  | CON II | CON II | RAF   | RAF   | AG   | RC     | RC    | PAR    | PAR    | 17°  | 78        |
| 2016 | 97 Racing            | Fiat Linea       | 20†  | 11   | 19    | 14    | 7     | Ex.   | 3     | Ret   | 3      | 10     | Ret    | 13     | 3     | Ret    | Ret    | Ret    | 16    | 20†   | 11   | 12     | Ret   | 15†    | 12     | 17°  | 78        |
| 2017 |                      |                  | AG I | AG I | BA I  | BA I  | CDU   | CDU   | PAR I | PAR I | RC     | RC     | BA II  | SL     | SL    | PAR II | PAR II | AG II  | SMM   | CON   | CON  | BA III |       |        |        | 10°  | 160       |
| 2017 | 97 Racing            | Fiat Linea       | 11   | Ret  | Ret   | 6     | 3     | 1     | 13    | 10    |        |        | 10     | WD     | WD    | 1      | Ret    | 8      | 9     | 7     | 8    | Ret    |       |        |        | 10°  | 160       |
| 2018 |                      |                  | AG I | AG I | CDU   | CDU   | CON   | CON   | RC    | RC    | BA     | LP     | LP     | SL I   | SL I  | AG II  | SMM    | SMM    | SL II | SL II | ROS  | ROS    | PAR   | PAR    |        | 27°  | 42        |
| 2018 | 97 Racing            | Fiat Linea       | Ex.  | Ret  | 10    | 14    | 8     | Ret   | Ret   | 19    | 13     | 6      | Ret    | 19†    | Ret   | 16     |        |        |       |       |      |        |       |        |        | 27°  | 42        |
| 2018 | Fineschi Racing      | Peugeot 408 I    |      |      |       |       |       |       |       |       |        |        |        |        |       |        |        |        |       |       | Ret  | Ret    |       |        |        | 27°  | 42        |
| 2019 |                      |                  | AG   | AG   | OLA   | OLA   | RC I  | RC I  | CDU   | CDU   | PAR I  | PAR I  | SNI    | SNI    | ROS   | ROS    | BA I   | RC II  | RC II | OBE   | OBE  | BA II  | BA II | PAR II | PAR II | 13°  | 109       |
| 2019 | Fineschi Racing      | Peugeot 408 I    | 2    | 15   | 13    | 7     | 3     | 8     | 1     | 12    | 10     | 9      | Ex.    | Ret    | 8     | Ret    | Ret    | Ret    | 9     | 6     | Ret  | 15†    | 3     | Ret    | 8      | 13°  | 109       |
| 2020 |                      |                  | AG I | AG I | BA I  | BA I  | BA II | BA II | AG II | AG II | AG III | AG III | BA III | BA III | BA IV | BA IV  | RC     | RC     | PAR   | PAR   | BA V | BA V   | BA VI | BA VI  |        | 2°   | 280 (299) |
| 2020 | Ambrogio Racing      | Renault Fluence  | 3    | 4    | 4     | Ret   | 5     | 1     | 9     | 8     | 2      | 1      | 8      | 5      | Ret   | 4      | 8      | 1      | 6     | 5     | 3    | 13     | 3     | 1      |        | 2°   | 280 (299) |

### Súper TC 2000
| Año  | Equipo               | Auto            | 1    | 2    | 3     | 4     | 5  | 6  | 7   | 8   | 9      | 10     | 11  | 12  | 13  | 14  | 15    | 16  | 17  | 18  | 19  | 20    | 21    | 22   | Res. | Puntos |
| ---- | -------------------- | --------------- | ---- | ---- | ----- | ----- | -- | -- | --- | --- | ------ | ------ | --- | --- | --- | --- | ----- | --- | --- | --- | --- | ----- | ----- | ---- | ---- | ------ |
| 2021 |                      |                 | BA I | BA I | BA II | BA II | AG | AG | SNI | SNI | BA III | BA III | PAR | PAR | TOA | TOA | BA IV | VIL | VIL | ROS | ROS | AG II | AG II | BA V | 15.º | 18     |
| 2021 | Renault Castrol Team | Renault Fluence | 14   | 13   | 14    | Ret   | 14 | 10 | 8   | 11  | 12     | 9      | 8   | 7   | 19  | Ret | 6     | 14  | 18  | 11  | 10  | 12    | 13    | 19†  | 15.º | 18     |